# Portunoidea
Die Portunoidea sind eine Überfamilie der Krabben.

## Merkmale
Der Carapax ist sechseckig, rechteckig oder queroval, gewöhnlich breiter als lang und am breitesten am vorn-seitlichen Dorn. Er ist abgeflacht oder schwach gewölbt, die Regionen sind kaum oder allenfalls wenig deutlich abgrenzbar. Der vorn-seitliche Rand kann bis zu neun Dornen tragen, die Stirn ist glatt oder bedornt. Der Lappen am Endopodit des ersten Maxilliped („portunid lobe“) ist nicht immer ausgebildet. Die Scherenbeine sind meist kräftig, das vierte Schreitbein kann ovale Dactyli tragen. Die Sternalnähte 4/5, 5/6, 6/7 und 7/8 sind üblicherweise unvollständig, S8 ist von der Bauchseite meist sichtbar. Die Geschlechtsöffnung der Männchen liegt coxal, die Vulva sternal. Die Somiten des Pleons sind bei Männchen frei oder das dritte bis fünfte verschmolzen, wobei die Nähte oft sichtbar bleiben. Das erste Gonopodium ist stark gebogen und sein Ende erweitert.

## Systematik
Die Überfamilie enthält neun rezente Familien:
- Brusiniidae Števčić, 1991
- Carcinidae MacLeay, 1838
- Geryonidae Colosi, 1924
- Nautilocorystidae Ortmann, 1893
- Ovalipidae Spiridonov, Neretina & Schepetov, 2014
- Pirimelidae Alcock, 1899
- Polybiidae Paulson, 1875
- Portunidae Rafinesque, 1815
- Thiidae Dana, 1852